# UWC México 37
UWC México 37: Sánchez vs. Granados fue un evento de artes marciales mixtas producido por Ultimate Warrior Challenge México, que se llevó a cabo el 26 de agosto de 2022 en el Entram Gym de Tijuana, Baja California, México.